# Шабалин, Евгений Павлович
Евгений Павлович Шабалин (род. 1936, Люберцы, Московская область) — советский и российский учёный, доктор физико-математических наук, профессор.
Один из создателей высокопоточного импульсного исследовательского реактора ИБР-2. Автор около 200 научных публикаций, включая монографию, и 15 изобретений.

## Биография
Родился 17 октября 1936 года.
В 1959 году окончил Московский инженерно-физический институт (ныне Национальный исследовательский ядерный университет «МИФИ») и с этого же года работал в Лаборатории нейтронной физики Объединённого института ядерных исследований (ОИЯИ): инженер, начальник сектора, ведущий научный сотрудник, главный научный сотрудник.
В 1971 году защитил кандидатскую диссертацию на тему «Методы расчёта и оптимизация импульсного реактора периодического действия как источника нейтронов для физических исследований». В 1976 г. опубликовал монографию «Импульсные реакторы на быстрых нейтронах». В 2004 году защитил докторскую диссертацию на тему «Импульсный исследовательский реактор периодического действия: проблемы и решения».
Евгений Шабалин был главным теоретиком ядерных реакторов ОИЯИ, разработал теорию тепловой неустойчивости материалов холодных замедлителей нейтронов, открыл новый вид нестабильности поведения ядерного реактора ― стохастический, разработал ряд методов и устройств, повышающих эффективность реактора как источника нейтронов.
Живёт и работает в Дубне. В городе известен также как участник сатирических художественных коллективов «КЛОП» и «Фонограф», и как автор пьес, стихотворного сборника «В гармонии с реактором» (2007), и приключенческих романов, опубликованных в 2007 - 2016 годах: «Наукоград: авария» (2011)., «Нобелевский пасьянс», «Соната форс-мажор для виолончели» и «Тайна острова Нуулуа». В 2022 г. издал мемуары «На корабле своей мечты».
17 октября 2016 года в конференц-зале Лаборатории нейтронной физики ОИЯИ состоялся семинар, посвященный 80-летнему юбилею Е. П. Шабалина.

## Заслуги
- Награждён медалями «За доблестный труд. В ознаменование 100-летия со дня рождения В. И. Ленина» и «В память 850-летия Москвы», а также золотой медалью ВДНХ СССР.
- Лауреат Государственной премии СССР и премии Правительства Российской Федерации в области науки и техники.